# Einhandkartenzirkel

Kartenbesteck mit Einhandkartenzirkel

Ein Einhandkartenzirkel ist ein Zirkel, ausgebildet als Stechzirkel (beide Schenkel verfügen über eine Spitze), zum Abgreifen und Antragen von Distanzen/Strecken auf See- und Luftfahrtkarten. Die Konstruktion ist so gewählt, dass das Einstellen der Spitzenabstände mit einer Hand möglich ist. 